# تشارلي سويني
تشارلي سويني (بالإنجليزية: Charlie Sweeney)‏ هو لاعب كرة قاعدة أمريكي، ولد في 13 أبريل 1863 في سان فرانسيسكو في الولايات المتحدة، وتوفي بنفس المكان في 4 أبريل 1902 بسبب سل.

## وصلات خارجية
- تشارلي سويني على موقعبيزبول رفرنس.كوم (الدوري الرئيسي) (الإنجليزية)
- تشارلي سويني على موقعبيزبول رفرنس.كوم (الدوري الثانوي) (الإنجليزية)